# Condado de Buffalo (Wisconsin)
El condado de Buffalo (en inglés: Buffalo County, Wisconsin) es un condado localizado en el estado estadounidense de Wisconsin. Según el censo de 2020 tiene una población de 13.317 habitantes.
La sede del condado es Alma.

## Geografía
Según la Oficina del Censo, el condado tiene un área total de 1838 km², de la cual 1740 km² es tierra y 98 km² es agua.

### Condados adyacentes
- Condado de Pepin (norte)
- Condado de Eau Claire (noreste)
- Condado de Trempealeau (este)
- Condado de Winona (sur)
- Condado de Wabasha (oeste)

## Demografía
| 1900   | 1910   | 1920   | 1930   | 1940   | 1950   | 1960   | 1970   | 1980   | 1990   | 2000   | 2020   |
| ------ | ------ | ------ | ------ | ------ | ------ | ------ | ------ | ------ | ------ | ------ | ------ |
| 16.765 | 16.006 | 15.615 | 15.330 | 16.090 | 14.719 | 14.202 | 13.743 | 14.309 | 13.584 | 13.804 | 13.317 |

## Localidades

### Ciudades
- Alma
- Buffalo
- Fountain
- Mondovi

### Villas
- Cochrane
- Nelson

### Pueblos
| - Alma - Belvidere - Buffalo - Canton - Cross | - Dover - Gilmanton - Glencoe - Lincoln | - Maxville - Milton - Modena - Mondovi | - Montana - Naples - Nelson - Waumandee |

### Áreas no incorporadas
- Bluff Siding
- East Winona

### Principales carreteras
| - U.S. Highway 10 - Carretera 54 - Carretera 35 - Carretera 88 | - Carretera 95 - Carretera 37 - Carretera 25 - Carretera 121 |